# Jambes fluettes, etc.
Jambes fluettes, etc. est un roman américain (Skinny Legs and All) de Tom Robbins, publié en 1990 en anglais par les éditions Bantam Books, et en français par les éditions Gallmeister en 2014.

## Composition
Le cinquième roman de Tom Robbins se compose d'un prélude et de sept voiles (Le premier voile .. le septième voile), en référence à la danse des sept voiles de Salomé : à chacun de ses voiles qui tombe, le personnage principal est exposé à une révélation sur la vie.
Le titre original est un extrait de la chanson Mother Popcorn (en) (1969) de James Brown : pour regarder les hommes devenir complètement dingo devant cette petite salope spasmophile avec ses jambes fluettes et tout le reste (p. 449).
La première et la quatrième partie commencent de manière assez surréaliste : C'est la chambre au papier peint de la femme-louve, la chambre où la vierge noire est tombée par le conduit de la cheminée et a fait un trou dans le linoléum en le brûlant. Innombrables sont les sabots des antilopes qui ont martelé le sol. Pas étonnant que le linoléum soit usé. [...] Ceci, donc, est la chambre du hootchy-kootch. Sa baignoire pleine d'orchidées. Son placard plein de fumée. Et sur le papier peint de la femme-louve, de petites perles de rosée (p. 167).

## Trame narrative
Aux trois premiers chapitres (et voiles), Boomer hérite d'une caravane Airstream, dinde rôtie, œuf gris métallisé de près de huit tonnes (p. 46), se rend à Seattle (et ses vaguelettes de pluie) épouser Ellen. Il l'emmène à New York, où elle aspire à se réaliser comme artiste peintre reconnue, pour leur voyage de noces, en traversant le pays, à bord de leur dinde véloce, dix mètres de long, sept mille cinq cents kilos(p. 48), qui stupéfie les gens. 
Dans le même temps, trop pris par leurs amours, ils abandonnent malgré eux des objets, et ces naufragés de la grosse dinde, objets inanimés, prennent vie : Boîte de Haricots, Cuillère à Dessert et Chaussette Sale(p. 32, p. 48), sont rejoints par Bâton Peint et la Conque (p. 82), deux choses oubliées depuis bien plus longtemps, et réveillées par les ébats de Boomer et Ellen. Ils essaient tous les cinq de continuer la route (à sept kilomètres par nuit), pour rejoindre la grosse dinde (pour les trois premiers), ou (pour les deux derniers) Jérusalem, parce qu'ils ont la mission de construire le Troisième Temple. Ces deux-là mènent de grandes discussions sur l'histoire antique de la Judée-Phénicie de l'époque biblique (du 1er millénaire av. J.-C.), pour la connaissance et le plaisir des trois objets modernes orphelins.
Les quatre derniers voiles sont manifestés à Manhattan (New York), surtout dans un bar restaurant dansant, juste en face du Siège des Nations unies, tenu par Un Juif et un Arabe, Abou et Spike (Isaac & Ishmael's, soit I & I), pacifistes, et où travaille désormais séparée de Boomer et obligée de travailler. Mais le petit restaurant devient vite célèbre, à force d'attentats et d'alertes. Il s'avère que le tonitruant Buddy cherche, pour assurer la venue du Royaume, de la Jérusalem céleste, à exacerber les tensions sur cette terre, et particulièrement à Manhattan...

## Personnages
- Ellen Cherry Charles, 23 ans au départ de Seattle;
  - fuite de la médiocrité familiale vers 18 ans,
  - études écourtées d'art à l'Université du Commonwealth de Virginie (VCU) de Richmond (Virginie),
  - artiste peintre, paysagiste, puis portraitiste (de portraits décalés), et de natures mortes (cuillère, chaussette, boîte d'haricots...),
  - serveuse ou maîtresse d'hôtel au Jerusalem (I & I),
  - supposée Jézabel (selon Oncle Buddy),
  - possible femme-louve,
- Randolph Boomer Petway III, soudeur, lanceur de poids, lanceur de disque, 30 à 35 ans,
  - dont le grand œuvre est la dinde, achetée par le Museum of Modern Art (MomA, Midtown),
  - et qui se sépare vite d'Ellen, pour développer son art,
- Patsy Charles, mère d'Ellen, ancienne danseuse, résidente de Colonial Pines à Williamsburg (Virginie) ou Colonial Heights (Virginie),
- Buddy Winkler, révérend baptiste, cousin de Verlin, Oncle Buddy, invasif, évangéliste ambitieux, persuadé avoir la mission de reconstruire le Temple,
- Verlin Charles, ingénieur civil, époux de Patsy, père d'Ellen,
- Joshua Spike Cohen, de Kiev, chausseur de génie, promoteur et propriétaire du restaurant Isaac & Ishamel ((I & I),
- Roland Abou Hadee, de Dar es Salam, grandi à Alexandrie, copropriétaire du restaurant Isaac & Ishamel (I & I),
- Raoul Ritz (p. 168), portier de l'immeuble Ansonia (p. 169), amoureux d'Ellen, rock-star, (et Pepe son remplaçant),
- Ultima Sommerville, galeriste prétentieuse, qui s'entiche de Boomer,
- Norman le Pivotant (p. 281), artiste de rue, performer (au ralenti) et mystérieux,
- Jackie Shaftoe, détective (p. 363),
- Salomé (p. 365), danseuse du ventre hoochie coochie (en), femme-enfant immature,
- et quelques silhouettes, Heather et Dabney (p. 104), un porc-épic intrusif (p. 399), ou un morceau de tofu (p. 443).

## Thématiques
Les thèmes abordés sont surtout la sexualité, la judéité, l'argent, le temps, la religion et l'art.
Le nouveau rêve américain, c'est de devenir riche et reconnu sans avoir à s'encombrer des fardeaux de l'intelligence, du talent, du sacrifice ou des valeurs humaines qui sont universelles (p. 422).

### Arts plastiques
Ellen a été étudiante en art, et Boomer, inculte en art, se rencontrent, se séparent, se retrouvent, se disputent sur l'utilité de l'art. Les discussions avec Ultima, Spike ou Abou évoquent l'originalité, l'aura, le plagiat, la supercherie, la marchandise, la passivité, la valeur financière...
- Dans la maison hantée de la vie, l'art est le seul escalier qui ne craque pas (p. 50).
- Ellen finit par abandonner ses anciennes idées sur la noblesse de la souffrance (p. 263).
- C'est comme être payé à rêver (p. 267).
- L'art sert à ressusciter l'ancienne magie (p. 414).

Les références en peinture sont Georgia O'Keeffe, de Kooning, Russell Chatham (en), Thomas Hart Benton, Henri Rousseau (pour La Bohémienne endormie), Andy Warhol, Matisse, Salvador Dali, Goya, Rubens, Jackson Pollock, Bridget Riley, Ellsworth Kelly, Gilbert Stuart, Joseph Beuys, Jean-Michel Basquiat...
Les autres noms cités sont Gropius, Gaudi, le Bauhaus (p. 232).
Finalement, les deux artistes, Ellen et Boomer se remettent à produire, à susciter des émotions et des émules.

### Autres formes d'art
Le cinéma n'offre guère que 2010 : L'Année du premier contact (1984).
Mais aussi quelques prédicateurs télévangélistes, dont Pat Robertson, Jim Bakker (en), Jimmy Swaggart,
quelques présentateurs télévisuels, dont Debra Winger, Johnny Carson, Donald Trump (Pantalon de Donald Trump retour du pressing (p. 331).
quelques musiciens ou chanteurs, dont Willie Nelson, Janis Joplin,
quelques écrivains, dont Robert Frost, Robert Ludlum, Norman Mailer, Tom Clancy, Tacite, Flavius Josèphe.

### Religion
La figure de Jézabel, invoquée par Buddy pour déstabiliser Ellen, l'amène à comprendre que ce serait moins une prostituée qu'une prêtresse d' Astarté ou d'Ishtar, ce qui impose une image décalée, assez négative du christianisme, surtout évangélique, tel que le proclame Buddy.
- L'éducation religieuse que j'ai reçue dans ma jeunesse était une forme de maltraitance (p. 521).
- les invectives apocalyptiques d'un prophète du Moyen-Orient mort depuis bien longtemps (p. 50).
- La religion contribue de manière essentielle au malheur des hommes. Elle n'est pas seulement l'opium des masses, elle en est le cyanure (p. 224).

New York suscite des groupements sectaires : Fondation de l'Orteil Endolori (p. 233), Les Petites Allumettes de Jésus, les Saints Pyromanes, les Incendiaires du Christ...
Et l'Armée du Troisième Temple (p. 171), qui sert de tremplin à Buddy, qui s'acoquine avec des rabbins casher, vise à dynamiter la mosquée du Dôme du Rocher (p. 325), à l'emplacement du Mont Moriah, du Premier Temple et du Second Temple, afin de déclencher l'Apocalypse et la Rédemption (p. 317), conformément aux prophéties d'Ezéchiel... La Fin des temps passe par une Troisième Guerre Mondiale.
Déjà, à Jérusalem, Boomer rencontre trois ou quatre rabbins, à manteau noir et chapeau noir, en train de tricoter, les tricoteurs sacrés, chargés de tricoter les habits sacrés que revêtiraient les Grands Prêtres une fois que le Temple aurait été reconstruit et aurait repris ses activités (p. 337).
Mais le second grand-œuvre de Boomer (et Izis) est l'Haleine de l'âne, une statue du dieu-âne Palès, créature bisexuelle aux grandes oreilles (p. 466-467).

### Magie
Le trio d'objets abandonnés ou exilés, le duo d'objets antiques, sont les seuls personnages chargés de spiritualité. Le bâton cornu sert de pieu auquel est ancrée la Voie Lactée et la conque ou coquille sert de calice pour recueillir les sucs de l'existence (p. 280). Ce sont des talismans (p. 286). Une fois tous les cinq parvenus à Manhattan, ils se terrent au soupirail d'une cave de la Cathédrale Saint-Patrick de New York, en attente de pouvoir poursuivre leur destin. La petite cuillère parvient miraculeusement à rejoindre le sac à main d'Ellen, puis sa chambre. En communiquant avec ses petites culottes et son vibromasseur, sentencieux Daruma, elle apprend et comprend tout de la vie affective d'Ellen. Quand la cuillère disparaît à nouveau, dans une nouvelle catastrophe, il est bien normal qu'Ellen pense à un poltergeist, et que par magie sa vie s'enchante... Et la boîte d'haricots, endommagée, puis ressoudée, peut s'admirer dans un miroir qui ne sait pas se taire (p. 399).

### Israël
Le conflit israélo-palestinien, surtout vu de New York (dont presse et télévision), est présent, voire central, avec Jérusalem, Jeru Salaam, la Cité de la Paix, la Jérusalem céleste ou Nouvelle Jérusalem, et cette autre Jérusalem que se voudrait New York, loin de certaines tendances de l'évangélisme guerrier de Buddy.
Le texte regorge de références explicites à des personnages de la Bible, principalement de l'Ancien Testament, dont Yahweh, Isaac, Ismaël, Salomon, Jézabel, Salomé,etc.
Pourtant, des voix divergentes se font entendre :
- Deux variétés de radis avaient ouvert ensemble un restaurant en face de l'immeuble des Nations-Unies (p. 172).
- L'Holocauste ? Je te le dis, c'est nous-mêmes, les Juifs, qui avons commis cet holocauste. Quand ? Contre qui ? Il y a plus de trois mille ans, contre les Cananéens. [...] Les seuls Cananéens qui ont été épargnés étaient ceux qui étaient assez solides pour être esclaves (p. 290).
- J'aimerais te faire remarquer une fois encore que ces Palestiniens qui contestent le droit des Juifs sur ce territoire n'ont eux-mêmes pratiquement aucune légitimité à faire valoir (p. 292).

## Éditions
- Jambes fluettes, etc., Gallmeister, coll. « Americana », 2014 ((en) Skinny Legs and All, 1990), trad. François Happe, 537 p.  (ISBN 978-2-35178-077-0)

## Réception
Les recensions francophones sont très favorables,,,.